# Amber Chia
Amber Chia (chiń. upr. 谢丽萍; chiń. trad. 謝麗萍; pinyin Xiè Lìpíng; ur. 14 grudnia 1981 w Teluk Intan) – malezyjska modelka i aktorka. Ma za sobą liczne występy jako modelka, aktorka i ambasadorka marki, była pierwszą azjatycką modelką, która wzięła udział w kampanii zegarków Guess Watch w 2005 roku i pierwszą azjatycką modelką, która wzięła udział w nowojorskim tygodniu mody Victorii Beckham w 2009 roku. W 2010 roku założyła również Amber Chia Academy, jedną z przodujących malezyjskich szkół modelingu i urody.

## Życiorys

### Wczesne życie
Chia urodziła się w Teluk Intan w stanie Perak. Ze względu na trudną sytuację jeje rodziców, w wieku 8 lat została umieszczona w rodzinie zastępczej. W wieku 12 lat wróciła do swoich biologicznych rodziców, którzy mieszkali w Tawau w stanie Sabah. Porzucił szkołę w wieku 15 lat, aby pracować w pełnym wymiarze godzin i pomóc swojej rodzinie. Chia pracowała na trzech etatach: rano sprzedawała z ojcem ryby na targu, w ciągu dnia była sprzedawczynią w centrum handlowym, a w nocy kasjerką w pubie.

### Kariera
W 2004 roku zwyciężyła w międzynarodowym konkursie dla modelek Guess Watch Timeless Beauty 2004 i została pierwszą azjatycką modelką na świecie, która wygrała globalny konkurs dla modelek oraz pierwszą azjatycką modelką, która wzięła udział w ogólnoświatowej kampanii zegarków Guess Watch.
W 2006 roku pojawiła się w indonezyjskim wydaniu magazynu Playboy, co wywołało pewną konsternację.
Jej ciągłe dążenie do doskonałości w modelingu zostało dodatkowo udowodnione, gdy sławna projektantka Victoria Beckham osobiście wybrała ją do zaprezentowania gotowej do noszenia kolekcji Victoria Beckham Jesień/Zima 2009 podczas Nowojorskiego Tygodnia Mody.
Dzięki imponującej karierze modelki, aktorki i ambasadorki marki trwającej ponad 20 lat, transformacja Amber w odnoszącego sukcesy przedsiębiorcę poprzez jej szkołę modelingu i urody, Amber Chia Academy, jeszcze bardziej podkreśliła jej status. Chia gościła na okładkach ponad 200 magazynów, występowała na wybiegach na sześciu kontynentach, jest autorką dwóch książek i ambasadorką ponad 30 marek.

### Życie prywatne
W marcu 2010 roku wyszła za mąż za swojego menadżera Adriana Wonga. We wrześniu 2010 roku urodziła syna Ashtona.

## Filmografia

### Dramy
| Rok  | Tytuł            | Rola           | Stacja telewizyjna | Uwagi             |
| ---- | ---------------- | -------------- | ------------------ | ----------------- |
| 2021 | Budak Intern     | Keira Zulaikha | TV9                |                   |
| 2022 | Ex Aku Pontianak | Amber Chia     | Astro Ria          | We własnej osobie |

### Filmy
| Rok  | Tytuł              | Rola                | Uwagi                              |
| ---- | ------------------ | ------------------- | ---------------------------------- |
| 2005 | The 3rd Generation | Susan Chan          |                                    |
| 2006 | Trio & a Bed       |                     |                                    |
| 2006 | Possessed          | Amber               |                                    |
| 2006 | Seed of Darkness   |                     |                                    |
| 2012 | Hantu Gangster     | Komisarz ds. duchów |                                    |
| 2013 | Ops Kossa Dappa 3  |                     | Malezyjski film w języku tamilskim |
| 2017 | Pak Pong           | Amber Chia          | We własnej osobie                  |
| 2023 | Adoiii Jiwaku      | Sue                 |                                    |